# 加鸠镇
加鸠镇，是中华人民共和国贵州省黔东南苗族侗族自治州从江县下辖的一个乡镇级行政单位。
2016年1月14日，贵州省人民政府批复同意从江县部分乡镇行政区划调整，撤销加鸠乡、光辉乡建制，设置加鸠镇。

## 行政区划
加鸠镇下辖以下地区：
加鸠社区、加鸠村、加能村、加翁村、白岩村、加少村、合法村、加别村、摆道村、加努村、加水村、裕民村、高台村、秀摆村、加学村、加叶村、加近村、光辉村、党郎村、加牙村、长牛村和光辉乡。

## 旅游
加鸠被米其林旅游指南评价为“世界上最神奇的偏远地区之一”，评为“三星级强烈推荐”（Highly recommended）级别（最高级别）。加鸠深处从江县的月亮山腹地，居民以苗族占绝对优势，保留了苗族独特的生活方式，浓郁的节庆民俗风情，周围环绕着苗族开垦的层层叠叠的壮观的梯田景观。

## 中国传统村落
2013年8月，加翁村被评为第二批中国传统村落。